# Liste der Baudenkmäler in Schloß Holte-Stukenbrock
Die Liste der Baudenkmäler in Schloß Holte-Stukenbrock enthält die denkmalgeschützten Bauwerke auf dem Gebiet der Stadt Schloß Holte-Stukenbrock im Kreis Gütersloh in Nordrhein-Westfalen (Stand: Juni 2021). Diese Baudenkmäler sind in der Denkmalliste der Stadt Schloß Holte-Stukenbrock eingetragen; Grundlage für die Aufnahme ist das Denkmalschutzgesetz Nordrhein-Westfalen (DSchG NRW).

| Bild                                            | Bezeichnung                                          | Lage                                                   | Beschreibung                | Bauzeit                                             | Eingetragen seit   | Denkmal- nummer |
| ----------------------------------------------- | ---------------------------------------------------- | ------------------------------------------------------ | --------------------------- | --------------------------------------------------- | ------------------ | --------------- |
| weitere Bilder                                  | Katholische Pfarrkirche Stukenbrock                  | Stukenbrock Hauptstraße 3 Karte                        |                             | 1613, 1683 erweitert, Querschiff 1820, Ostteil 1936 | 23. Januar 1987    | 1               |
| weitere Bilder                                  | Brinkkapelle                                         | Stukenbrock Paderborner Straße 46 Karte                |                             | 1730 erbaut 1983–1985 restauriert                   | 22. Mai 1986       | 2               |
| weitere Bilder                                  | Sowjetischer Ehrenfriedhof                           | Stukenbrock-Senne Senner Straße Karte                  |                             | 1945                                                | 27. April 1988     | 3               |
| BW                                              | Bildstock                                            | Kampweg 8 Karte                                        |                             | bez. 1898                                           | 22. Mai 1985       | 10              |
| Hofkreuz                                        | Hofkreuz                                             | Stukenbrock Am Furlbach 59 Karte                       |                             | 1876 (bez.)                                         | 22. Mai 1986       | 20              |
| Hofkreuz                                        | Hofkreuz                                             | Stukenbrock-Senne Am Stallfeld / Lange Straße 25 Karte |                             | 1. Hälfte des 19. Jh.                               | 22. Mai 1986       | 21              |
| Hofkreuz                                        | Hofkreuz                                             | Pferdekamp / Augustdorfer Straße Karte                 |                             |                                                     | 22. Mai 1986       | 22              |
| Hochkreuz                                       | Hochkreuz                                            | Stukenbrock Flugplatzstraße 29, 33 Karte               |                             | 1897                                                | 22. Mai 1986       | 23              |
| Sockel eines Hochkreuzes                        | Sockel eines Hochkreuzes                             | Stukenbrock Hauptstraße Karte                          |                             |                                                     | 22. Mai 1986       | 25              |
| Hofkreuz                                        | Hofkreuz                                             | Am Stallfeld 9 (Kampweg 8) Karte                       | Korpus wohl barock          |                                                     | 22. Mai 1986       | 27              |
| BW                                              | Hofkreuz                                             | Hohe Straße 4 Karte                                    |                             | 1916 (bez.)                                         | 22. Mai 1986       | 31              |
| BW                                              | Hofkreuz-Sockel                                      | Kattenheide 63 Karte                                   |                             | 1898 (bez.)                                         | 2. Juni 1986       | 34              |
| Hofkreuz                                        | Hofkreuz                                             | Paderborner Straße 15–17 Karte                         |                             | 1900 (ca.)                                          | 2. Juni 1986       | 35              |
| BW                                              | Hofkreuz                                             | Flößweg 10 Karte                                       |                             | 1929 (bez.)                                         | 2. Juni 1986       | 36              |
| Hofkreuz                                        | Hofkreuz                                             | Römerstraße 30 Karte                                   |                             | 1898 (bez.)                                         | 2. Juni 1986       | 38              |
| Hochkreuz auf dem Friedhof                      | Hochkreuz auf dem Friedhof                           | Stukenbrock-Senne Senner Straße Karte                  |                             | 1920                                                | 2. Juni 1986       | 39              |
| BW                                              | Hofkreuz                                             | St.-Heinrich-Straße 119 Karte                          | ausgetragen am 23. Mai 2018 |                                                     | 2. Juni 1986       | 40              |
| Hofkreuz                                        | Hofkreuz                                             | Tölkenweg 14 Karte                                     |                             | 1900 (bez.)                                         | 2. Juni 1986       | 41              |
| weitere Bilder                                  | Holter Schloss                                       | Schloß Holte Am Schloss 1 Karte                        |                             |                                                     | 14. September 1989 | 42              |
| Wappen an der ehemaligen Papiermühle Stenneberg | Wappen an der ehemaligen Papiermühle Stenneberg      | Fosse Grund 9 Karte                                    |                             | 1718                                                | 14. Mai 1985       | 48              |
| Gebäude „Jägerkrug“                             | Gebäude „Jägerkrug“                                  | Stukenbrock Am Furlbach 59 Karte                       |                             | 1755 (bez.)                                         | 11. Juli 1986      | 49              |
| BW                                              | Heuerlingshaus                                       | Am Schulhof 33 Karte                                   |                             |                                                     | 11. Juli 1986      | 50              |
| weitere Bilder                                  | Hofanlage – Wohnhaus                                 | Stukenbrock Augustdorfer Straße 72 Karte               |                             | 1899 (bez.)                                         | 11. Juli 1986      | 51 a            |
| Hofanlage – Ehemalige Vogtei                    | Hofanlage – Ehemalige Vogtei                         | Stukenbrock Augustdorfer Straße 72 Karte               |                             | 1554 (bez.)                                         | 11. Juli 1986      | 51 b            |
| weitere Bilder                                  | Hofanlage – Ehemalige Ölmühle                        | Stukenbrock Augustdorfer Straße 72 Karte               |                             | 1860/70 (ca.)                                       | 11. Juli 1986      | 51 c            |
| weitere Bilder                                  | Hofanlage – Scheune                                  | Stukenbrock Augustdorfer Straße 72 Karte               |                             | 1810 bzw. 1926                                      | 11. Juli 1986      | 51 d            |
| weitere Bilder                                  | Gasthof „Tordeele“                                   | Stukenbrock Hauptstraße 5 Karte                        |                             | 1. H. des 18. Jh.                                   | 11. Juli 1986      | 52              |
| BW                                              | Hofanlage Kipshagen – Kuhstall                       | Bielefelder Straße 7 Karte                             |                             | 1870 (ca.)                                          | 3. April 1987      | 53 b            |
| Wohnhaus                                        | Wohnhaus                                             | Falkenstraße 45 Karte                                  |                             | 1880/90 (ca.)                                       | 11. Juli 1986      | 54              |
| Hofhaus                                         | Hofhaus                                              | Stukenbrock Fosse Grund 16 Karte                       |                             | 1673 (bez.)                                         | 11. Juli 1986      | 55              |
| Geschäftshaus                                   | Geschäftshaus                                        | Stukenbrock Hauptstraße 20 Karte                       |                             | 1880–1900 (ca.)                                     | 11. Juli 1986      | 56              |
| Zweifamilienhaus                                | Zweifamilienhaus                                     | Schloß Holte Holter Straße 259 / 261 Karte             |                             | 1910/11                                             | 11. Juli 1986      | 57              |
| BW                                              | Ehemaliges Leibzuchthaus                             | Kaunitzer Straße 174 Karte                             |                             | 1692 (bez.)                                         | 9. Juli 1986       | 58              |
| BW                                              | Schafstall                                           | Mittweg 17 Karte                                       |                             | 1687                                                | 10. Juli 1986      | 59              |
| Villa Meier                                     | Villa Meier                                          | Schloß Holte Oerlinghauser Straße 17 Karte             |                             | 1900/10 (ca.)                                       | 11. Juli 1986      | 60              |
| BW                                              | Kötterhaus Brockhof                                  | Oerlinghauser Straße 164 Karte                         |                             | 1651                                                | 11. Juli 1986      | 61              |
| BW                                              | Bauernhaus                                           | Paderborner Straße 15–17 Karte                         |                             |                                                     | 21. Januar 1987    | 62              |
| Kötterhaus                                      | Kötterhaus                                           | Römerstraße 13 Karte                                   |                             | 1733                                                | 11. Juli 1986      | 64              |
| Eckernkrug                                      | Eckernkrug                                           | Römerstraße 14a Karte                                  |                             | 1728 (bez.)                                         | 11. Juli 1986      | 65              |
| BW                                              | Hofhaus                                              | Römerstraße 30–30a Karte                               |                             | 1758 (bez.)                                         | 11. Juli 1986      | 66              |
| Villa Tenge                                     | Villa Tenge                                          | Schloß Holte Schlossstraße 91 Karte                    |                             | 1894–1896                                           | 11. Juli 1986      | 67              |
| BW                                              | Hofanlage Elbracht – Hofhaus                         | Sende St.-Heinrich-Straße 119 Karte                    |                             | bez. 15. Oktober 1823                               | 11. Juli 1986      | 68 a            |
|                                                 | Hofanlage Elbracht – Leibzuchthaus                   | Sende St.-Heinrich-Straße 119                          |                             |                                                     | 11. Juli 1986      | 68 b            |
| BW                                              | Hofanlage Elbracht – Kötterhaus                      | Sende St.-Heinrich-Straße 107 Karte                    |                             | bez. 18. Juni 1811                                  | 11. Juli 1986      | 68 c            |
| BW                                              | Gelände der Landespolizeischule – Entlausungsgebäude | Stukenbrock-Senne Lippstädter Weg 24–30 Karte          |                             |                                                     | 12. April 1994     | 69 a            |
| BW                                              | Gelände der Landespolizeischule – Arrestgebäude      | Stukenbrock-Senne Lippstädter Weg 24–30 Karte          |                             |                                                     | 12. April 1994     | 69 b            |
| Gelände der Landespolizeischule – Lagerkirche   | Gelände der Landespolizeischule – Lagerkirche        | Stukenbrock-Senne Lippstädter Weg 24–30 Karte          |                             | 1949                                                | 12. April 1994     | 69 c            |
| BW                                              | Gelände der Landespolizeischule – Lagerstraße        | Stukenbrock-Senne Lippstädter Weg 24–30 Karte          |                             |                                                     | 12. April 1994     | 69 d            |
| Kötterhaus – vormals Schafstall                 | Kötterhaus – vormals Schafstall                      | Wolfsweg 40 Karte                                      |                             |                                                     | 29. April 2002     | 70              |
| weitere Bilder                                  | Historische Grenzsteine von 1757                     |                                                        |                             | 1757                                                | 26. Januar 2010    | 71              |
| weitere Bilder                                  | Wohn- und Wirtschaftsgebäude                         | Paderborner Straße 36 Karte                            |                             | 1733                                                | 24. Juli 2017      | 72              |
| Bildstock                                       | Bildstock                                            | Hegselweg / Kohlriege Karte                            |                             | 1784                                                | 5. Februar 2018    | 74              |
| Sozialwerks-Baracken                            | Sozialwerks-Baracken                                 | Lippstädter Weg 24 – 30b LPS Karte                     |                             |                                                     | 16. Mai 2019       | 75              |